# Emmett Williams
Emmett Williams (Greenville, 4 aprile 1925 – Berlino, 14 febbraio 2007) è stato un poeta e artista statunitense, legato al movimento Fluxus.

## Biografia
Nato a Greenville, nella Carolina del Sud, e cresciuto in Virginia, ha vissuto in Europa dal 1949 al 1966. Williams ha studiato poesia con John Crowe Ransom al Kenyon College, antropologia all'Università di Parigi e ha lavorato come assistente all'etnologo Paul Radin in Svizzera.

## Collaborazioni
Come artista e poeta, Emmett Williams ha collaborato con Daniel Spoerri nel circuito della Poesia concreta di Darmstadt dal 1957 al 1959. Negli anni sessanta, Williams è stato il coordinatore europeo di Fluxus e un membro fondatore di Domaine Poetique a Parigi.

## Opera
Suoi saggi sul teatro sono comparsi in Das Neue Forum, Berner Blatter, Ulmer Theater e altri giornali europei. Williams ha tradotto Topographie Anecdotee du Hasard (An Anecdoted Topography of Chance) di Daniel Spoerri, ha collaborato con l'artista Claes Oldenburg e pubblicato An Anthology of Concrete Poetry, tutti editi da Something Else Press (di proprietà e diretta dall'artista Fluxus Dick Higgins a New York e nel Vermont). Dalla metà degli anni sessanta fino ai primi anni settanta Emmett Williams è stato caporedattore della Something Else Press.
Nel 1966 gli è stato riconosciuto il premio alla carriera Hannah-Hösch-Preis.